# 48時間 (映画)
『48時間』（原題：48 Hrs.）は、1982年のアメリカ映画。

## 解説
サンフランシスコを舞台に白人のコワモテ刑事と黒人のチンピラが悪党を追うために48時間だけのコンビを組む。互いに意地を張り合いながら、やがてハミ出し者同士の共感から結ばれていくバディムービー。エディ・マーフィの映画デビュー作。
サウンドトラックは公開時に発売されず、2011年に限定盤として発売された。なお、続編のサントラは基本的に本作の使い回しであり、そちらのサウンドトラックは公開時に発売されていた。

## ストーリー
プロローグ
強盗殺人で服役中のアルバート・ガンツは、屋外での刑務作業中に仲間のビリー・ベアの手助けで、看守を殺害して脱獄を果たす。ガンツはサンフランシスコに向かうと、かつての仲間ヘンリー・ウォンを殺害しクレジットカードを奪う。さらに別の元仲間であるルーサーを捕まえ、「例の金」を出すように要求する。彼女のロザリーを人質に取られたルーサーは金を隠した場所は月曜にならないと開かないと答え、ビリーはそれまで街で待つこととなる。
一方、サンフランシスコ市警の刑事であるジャック・ケイツは、同僚刑事のアルグレン、ヴァンザントと共に盗まれたクレジットカードの捜査を行うこととなり、犯人が潜伏していると思われたモーテルを訪れる。その相手こそガンツであり、彼は刑事が来たことを察知するとヴァンザントを射殺して逃亡を図り、人質を取るとジャックに拳銃を渡すように要求する。要求に従ったジャックであったが、ガンツは奪った銃でアルグレンを射殺するとまんまと逃亡に成功する。
序盤
ガンツの捜査記録を調べたジャックは、彼の元強盗仲間で服役中のレジー・ハモンドに会いに行く。当初は協力を断るレジーであったが、ヘンリー・ウォンが殺害され、ガンツが脱獄したことを知って、刑務所から出すことを条件に協力することを申し出る。そこでジャックは書類を偽造し、48時間という期限付きでレジーの仮釈放を認めさせる。だが、レジーはガンツの目的が「自分が隠した金」であることはジャックに秘密にしていた。飯を食いたいと我儘をいうレジーに、スニッカーズを与えてクズ扱いのジャック。
まず、2人はルーサーを捕まえるべく彼の家を訪れ、彼を逮捕することに成功するが、ルーサーはガンツとは会っていないと嘘をつく。次に2人はビリーを捕まえるべく、彼がバーテンダーをしていた店を訪れ、一騒動の末にチャイナタウンの女の家にいる可能性を突き止める。これらはレジーの活躍も大きかったが、ジャックはレジーを認めつつも、レジーの隠し事に感づいていた事もあって蔑ろに扱い、険悪な関係となる。チャイナタウンにやってきた2人は、レジーの女に、彼の行き先を問い詰めるが、女はもうビリーとは会っていないと答え、手がかりは途切れ、捜査は行き詰まってしまう。
中盤
隠し事をするレジーに苛立つジャックは、終いには街中で殴り合いの喧嘩に発展する。だが、結果として2人は打ち解け、レジーは秘密を話す。それは、かつてレジーが賭博場から50万ドル盗み、その金を隠した車を駐車場に長期保管しているというものであった。そこで駐車場でガンツを待ち受けることにした2人であったが、予想に反して受取にきたのはルーサーであった。2人は車を出したルーサーを尾行し、地下鉄駅で彼がガンツと人質と金の受け渡しをしようとする現場を抑えようとするが、2人に気づいたガンツによって銃撃戦と逃亡劇が始まり、ジャックはガンツを、レジーはルーサーを追いかけるが、結果としてジャックの方は逃げられてしまう。
警察署に戻ったジャックは、レジー自身が逃亡したかもしれない不安を抱えながら彼からの連絡を待つ。紆余曲折を経てレジーからの連絡で、ジャックはルーサーのいるホテル近くに張り込む。ところが、想定よりも早くルーサーは動き、ガンツは盗んだバスの内部でルーサーから金を受け取ると彼を射殺する。ジャック達はバスを追いかけ、深夜の街でカーチェイスが始まるが、結果として逃げられてしまう。
終盤
上司からはロクデナシと組んで失態をおかしたと責められるが、レジーは根性のある男だと庇うジャック。しかし今度こそ完全に手がかりを失い、レジーの仮釈放の期限も迫る中、ジャックはせめてもと再収監前にレジーに酒を奢る。だが、そこでバスがチャイナタウンに乗り捨てられていたという情報から、ジャックはガンツらがビリーの女の家に潜伏している可能性を思い立つ。
2人は半信半疑で乗り込んだ女の家で、ガンツとビリーを発見し、まずビリーを射殺する。再度、金を持って逃走を計ったガンツは、レジーを人質にとってジャックに拳銃を捨てるように要求するが、ジャックはガンツのみを撃ち抜き、そのまま射殺する。
エピローグ
事件は一段落し、再収監前に、女と寝たいというレジーの願いをジャックは叶えてやる。そして50万ドルの行方を心配するレジーであったが、ジャックは金を見逃すことにする。二人は明けつつある闇の中で車を走らせ始めた。

## 登場人物
ジャック・ケイツ（Jack Cates）
演 - ニック・ノルティ
サンフランシスコ市警の刑事。仕事をやりたいように出来なくて苛立っている。朝から酒を飲むなど、だらしなく、犯罪者がいなければ商売あがったりと言うなど、やや不謹慎で粗野で乱暴者だが仲間のことは大切に思っている。ガンツを捕まえるために違法と知りながらもレジーの力を借りようと一時的に釈放する。
レジー・ハモンド（Reggie Hammond）
演 - エディ・マーフィ
強盗の服役囚。ガンツに裏切られて捕まった。しかし、ガンツを追うジャックにより一時的に釈放される。ジャックに追い詰められて逃亡しようとしたルーサーを物を使って捕まえるなど機転が利く。喧嘩も結構強く自分よりも大柄で格闘技を習っている警察のジャックと衝突から殴り合いになったが互角に渡り合った。
エレイン（Elaine）
演 - アネット・オトゥール
ジャックの恋人。融通が利かないジャックに辟易することもあるが本心では根強い愛情を持っている。
アルバート・ガンツ（Albert Ganz）
演 - ジェームズ・レマー
服役囚。自分の邪魔をする人間には一切の容赦がない。強盗殺人の罪で入獄したがビリーの助けで脱獄する。
ルーサー（Luther）
演 - デヴィッド・パトリック・ケリー
ガンツの元仲間。彼女がいるが裏切ったガンツに人質に取られる。
ビリー・ベア（Billy Bear）
演 - ソニー・ランダム
ガンツの仲間。先住民の青年。大柄で身長180cm体重90kg以上。
ヘイデン（Haden）
演 - フランク・マクレー
マックスの上司。
ベン・キーホー（Ben Kehoe）
演 - ブライオン・ジェームズ
刑事。ジャックの同僚。
アルグレン（Algren）
演 - ジョナサン・バンクス
刑事。ジャックの同僚。ガンツに射殺される。
ヴァンザント（Vanzant）
演 - ジェームズ・キーン
刑事。ジャックの同僚。ガンツに射殺される。
ロザリー（Rosalie）
演 - ケリー・シャーマン
ルーサーの彼女。

## キャスト
| 役名               | 俳優                           | 日本語吹替                                                                                       | 日本語吹替 | 日本語吹替 | 日本語吹替 |
| 役名               | 俳優                           | 日本テレビ版1                                                                                    | 日本テレビ版2 | テレビ朝日版 | VOD版 |
| ------------------ | ------------------------------ | ------------------------------------------------------------------------------------------------ | --- | --- | --- |
| ジャック・ケイツ   | ニック・ノルティ               | 石田太郎                                                                                         | 大塚明夫 | 玄田哲章 | 大塚明夫 |
| レジー・ハモンド   | エディ・マーフィ               | 下條アトム                                                                                       | 山寺宏一 | 山寺宏一 | 山寺宏一 |
| エレイン           | アネット・オトゥール           | 藤田淑子                                                                                         | 幸田直子 | 高島雅羅 | 世戸さおり |
| アルバート・ガンツ | ジェームズ・レマー             | 樋浦勉                                                                                           | 千田光男 | 大塚芳忠 | 西凜太朗 |
| ルーサー           | デヴィッド・パトリック・ケリー | 池田秀一                                                                                         | 小室正幸 | 家中宏 | 下川涼 |
| ヘイデン           | フランク・マクレー             | 内海賢二                                                                                         | 筈見純 | 池田勝 | 廣田行生 |
| ビリー・ベア       | ソニー・ランダム               | 玄田哲章                                                                                         | 石塚運昇 | 銀河万丈 | 下山吉光 |
| ベン・キーホー     | ブライオン・ジェームズ         | 阪脩                                                                                             | 嶋俊介 | 幹本雄之 | 山本格 |
| アルグレン         | ジョナサン・バンクス           | 筈見純                                                                                           | 西村知道 | 有本欽隆 | |
| ロザリー           | ケリー・シャーマン             | 土井美加                                                                                         | | | |
| ヴァンザント       | ジェームズ・キーン             | 佐藤正治                                                                                         | | | |
| その他又は役不明   |                                | 安田隆 山田栄子 横尾まり 小宮和枝 滝沢久美子 幸田直子 高島雅羅 島田敏 加藤正之 郷里大輔 大滝進矢 | 土井美加 さとうあい 安達忍 安永沙都子 吉水慶 鵜飼るみ子 一柳みる 滝沢ロコ 田原アルノ 秋元羊介 加藤正之 大山高男 稲葉実 古田信幸 | 田中敦子 水谷優子 塩田朋子 深見梨加 福田信昭 松井菜桜子 小島敏彦 一城みゆ希 秋元羊介 岩田安生 中田和宏 堀越真己 小室正幸 長島雄一 久保田民絵 水野龍司 | 吉田麻美 美々 堀井千砂 入江純 宮本淳 的場加恵 岡井カツノリ 今村一誌洋 土井真理 北田理道 蓮岳大 高杉義充 関口雄吾 |

- 日本テレビ版1：初回放送1985年4月24日『水曜ロードショー』※本編ノーカット
- 日本テレビ版2：初回放送1990年10月26日『金曜ロードショー』
- テレビ朝日版：初回放送1994年9月18日『日曜洋画劇場』
- VOD版：各種配信にて使用・BD収録。
  - 配信やソフト収録に先駆けて2017年5月1日にWOWOWの『吹替で楽しむ！「48時間」一挙放送』という企画内で初公開された。

## スタッフ
- 監督 - ウォルター・ヒル
- 製作総指揮 - D・コンスタンティン・コンテ
- 製作 - ローレンス・ゴードン、ジョエル・シルバー
- 脚本 - ロジャー・スポティスウッド、ウォルター・ヒル、ラリー・グロス、スティーヴン・E・デ・スーザ
- 撮影 - リック・ウェイト
- 音楽 - ジェームズ・ホーナー
- 美術 - ジョン・ヴァロン
- 編集 - フリーマン・デイヴィス、マーク・ワーナー、ビリー・ウェバー
- 衣裳 - マリリン・ヴァンス
- 提供 - パラマウント映画

### 日本語版
- 日本語字幕：金田文夫[2]

| -    | 日本テレビ版1     | 日本テレビ版2 | テレビ朝日版 | VOD版        |
| ---- | ----------------- | ------------- | ------------ | ------------ |
| 演出 | 加藤敏            | 伊達康将      | 蕨南勝之     | 中野洋志     |
| 翻訳 | 宇津木道子        | 宇津木道子    | 平田勝茂     | 瀬尾友子     |
| 調整 | 小野敦志          | 荒井孝        | 荒井孝       | 山名康友     |
| 効果 | 遠藤堯雄 桜井俊哉 | リレーション  | リレーション | N/A          |
| 制作 | 東北新社          | 東北新社      | 東北新社     | ACクリエイト |

## 地上波放送履歴
| 回数   | テレビ局   | 番組名             | 放送日         | 吹替版        |
| ------ | ---------- | ------------------ | -------------- | ------------- |
| 初回   | 日本テレビ | 水曜ロードショー   | 1985年4月24日  | 日本テレビ版1 |
| 2回目  | 日本テレビ | 金曜ロードショー   | 1986年9月19日  | 日本テレビ版1 |
| 3回目  | フジテレビ | ゴールデン洋画劇場 | 1989年9月30日  | 日本テレビ版1 |
| 4回目  | 日本テレビ | 金曜ロードショー   | 1990年10月26日 | 日本テレビ版2 |
| 5回目  | 日本テレビ | 金曜ロードショー   | 1992年11月6日  | 日本テレビ版2 |
| 6回目  | テレビ朝日 | 日曜洋画劇場       | 1994年9月18日  | テレビ朝日版  |
| 7回目  | テレビ朝日 | 日曜洋画劇場       | 1995年12月24日 | テレビ朝日版  |
| 8回目  | フジテレビ | ゴールデン洋画劇場 | 1997年8月23日  | 日本テレビ版1 |
| 9回目  | フジテレビ | ゴールデン洋画劇場 | 2000年4月22日  | 日本テレビ版1 |
| 10回目 | フジテレビ | ゴールデンシアター | 2003年2月1日   | 日本テレビ版1 |
| 11回目 | テレビ東京 | 木曜洋画劇場       | 2005年6月2日   | 日本テレビ版1 |
| 12回目 | テレビ東京 | 午後のロードショー | 2015年9月10日  | 日本テレビ版1 |
| 13回目 | テレビ東京 | 午後のロードショー | 2020年3月4日   | 日本テレビ版1 |
| 14回目 | テレビ東京 | 午後のロードショー | 2022年6月2日   | 日本テレビ版1 |